# 北京西站 (地铁)

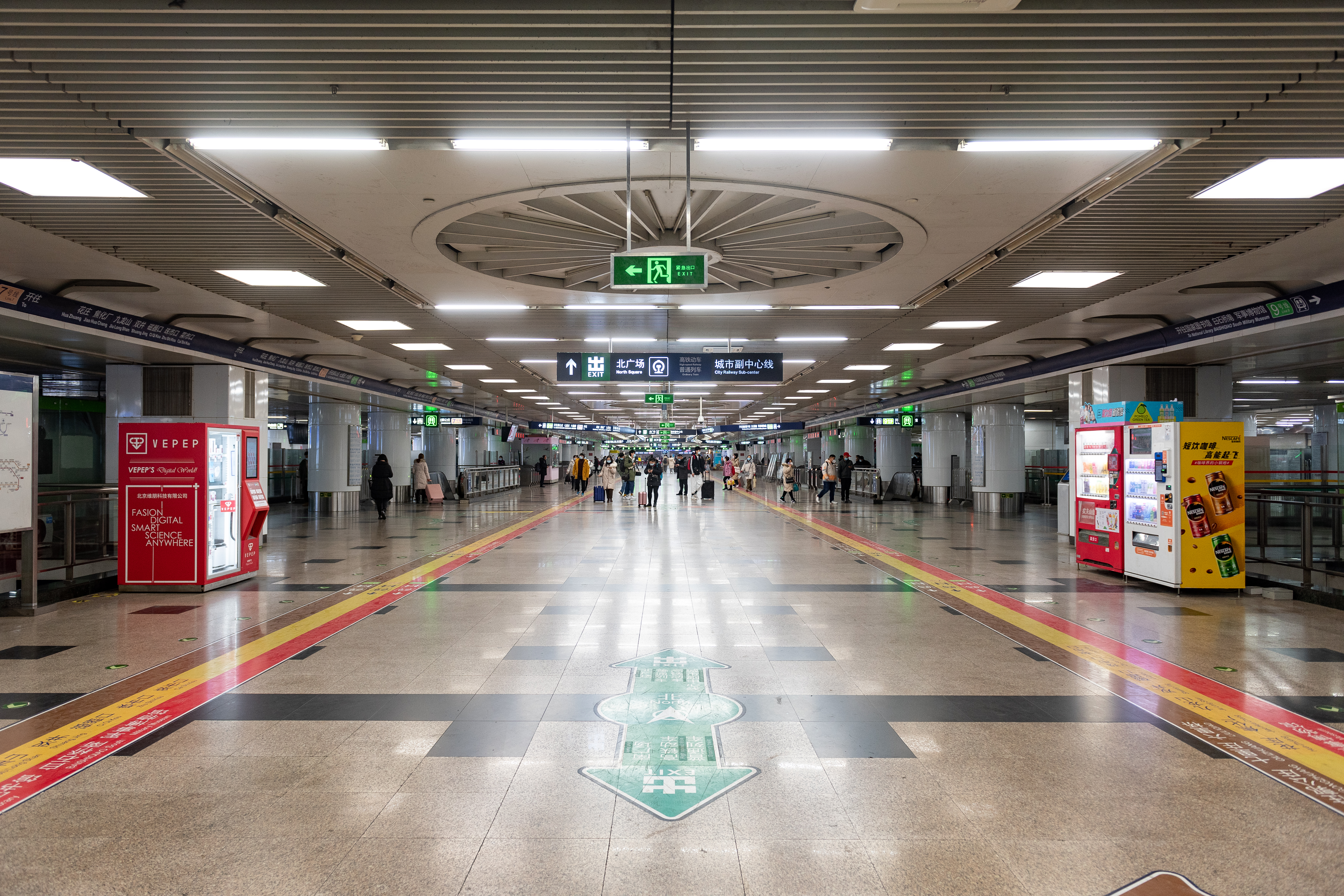
北京西站地铁站站厅（2020年12月摄）

北京西站位于北京市丰台区太平桥街道北京西站地下，是北京西站的配套车站。车站设计为2座岛式站台，为北京地铁7号线、北京地铁9号线和的换乘站，同时还提供北京地铁房山线的跨线列车服务。车站主体总长215.6米，总宽38.6米，其中9号线北京西站2012年年底全线贯通，7号线于2014年年底开通，房山线跨线列车于2023年1月开始驶入本站。车站同时还设有7号线和9号线的列车联络线，以方便调度。

## 历史
按照1990年代初北京西客站的建设规划，铁路北京西站是作为一个集火车站、地铁站、公共交通、邮电枢纽、商业服务、金融为一体的现代化特大型综合性立体交通枢纽、多功能综合中心。北京地铁7号线和9号线将在北京西站底下穿过并设站，站台在地下约17米处，南北贯通西客站主体建筑，为两层双道四线布置，并可实现站内换乘。
在建设北京西站期间，就已经进行了预埋地铁工程。北京西客站预埋地铁工程包括地铁区间、车站及折返线，采用南北走向，位置在莲花河盖板河、北京西站南站房、行包通道、高架候车室及场区铁路股道等地下穿过，采用明挖法施工。地铁北京西站位于铁路北京西站南、北站房之间的铁路股道下方并与之正交，地面铁路路轨面与地铁站顶板距离约1.5米，北京西站高架候车室的立柱由地铁车站支承，与地铁车站大厅的立柱相对应。地下一层为站厅层，是北京西站的地铁综合大厅。北京西站的换乘设计参考了国外的经验，为了实现火车和地铁的近距离换乘，将原拟分散建设的几个地道集中为一个2万平方米的综合换乘大厅，宽86米，长217米，贯通南北，东西侧分别设8个和9个进站通道，南北端分别与铁路西客站南、北站房的进站大厅连通。地铁站站台层面积30,550平方米，是1号线西单站的2.35倍，采用2座岛式站台、4线布局，每个站台宽11米。按照当时的规划，地铁建成后，地铁乘客可由地铁站台的自动扶梯进入地铁车站大厅，然后直接进入铁路西客站南、北站房的大厅候车，而同时地铁站站厅层也可以作为连接铁路西客站南、北广场的快捷通道，减轻对地面交通的压力。
北京西站地铁综合大厅曾获得1996年度的中国建筑工程鲁班奖。由于北京地铁7号线和9号线多年来一直处于规划状态，因此地铁北京西站的车站建筑结构完成后多年来被闲置。为了配合地铁9号线开通运营，北京西站地铁综合大厅于2011年5月开始进行封闭改造，同年10月底完成施工，期间主要工程包括将综合大厅吊顶由原先的封闭式改造为通透式，满足消防安全的需要，并进行管线的整体改造；同时在综合大厅中央增设4道楼梯、8部电动扶梯和4部升降机，又将综合大厅中央改造成付费区及安装刷卡闸机等设施。
2020年1月10日，北京西站地铁综合大厅封闭为安检互认区，南北穿行需接受安检。2021年，北京西站地铁站厅付费区内增设自动体外除颤器。
2023年1月18日，房山线高峰期跨线列车开始运营，并于同日开始驶入本站。

## 车站结构
北京西站站为两线换乘站，7号线与9号线站台位于同一层面，为双岛式站台的同站台换乘设计。7号线月台北端设有交叉折返线，供7号线所有列车进行折返，並预留继续往西北延伸条件，同时月台北側設有兩條聯絡7號線和9號線的單渡線，方便列车进行车务调度。
| B2                             | 站厅 | 出入口、售票机、客服中心 |
| B3                             | 站台 | \| \| \| █ 房山线跨线列车往国家图书馆（军事博物馆） \| \| \| \| █ 9号线往国家图书馆（军事博物馆） \| \| 島式 · ↑開左邊车门 ↓開右邊车门 \| \| \| \| \| \| █ 7号线落客 · 未來往万寿寺（军事博物馆） \| \| \| \| █ 7号线往环球度假区（湾子） \| \| 島式 · ↑開右邊车门 ↓開左邊车门 \| \| \| \| \| \| █ 9号线往郭公庄（六里桥东） \| \| \| \| █ 房山线跨线列车往阎村东（六里桥东） \| |
|                                |      | █ 房山线跨线列车往国家图书馆（军事博物馆） |
|                                |      | █ 9号线往国家图书馆（军事博物馆） |
| 島式 · ↑開左邊车门 ↓開右邊车门 |      | |
|                                |      | █ 7号线落客 · 未來往万寿寺（军事博物馆） |
|                                |      | █ 7号线往环球度假区（湾子） |
| 島式 · ↑開右邊车门 ↓開左邊车门 |      | |
|                                |      | █ 9号线往郭公庄（六里桥东） |
|                                |      | █ 房山线跨线列车往阎村东（六里桥东） |

## 出入口
地铁北京西站所有出入口均位于国铁B1层，北出入口标作A口，南出入口标作B口。
|          | |      |
|          | |      |
| 编号     | 建议前往的目的地 | 图片 |
| 出口 · A | 北京西站北广场（普通场、城市副中心线）、北蜂窝小区、北京中裕世纪大酒店、莲花池东路、羊坊店路、西木楼小区、铁西住宅小区                 |      |
| 出口 · B | 北京西站南广场（高铁场）、广莲路、北京气象宾馆、马连道北路、北京西站南路、莲花池公园、全季酒店西客站店、锦江之星西客站店、丽水莲花小区 |      |
|          | 7号线，9号线 |      |
| SW       | 7号线，9号线 |      |